# وجهات طيران أديل
هذه قائمة المدن التي تطير إليها طيران أديل اعتبارًا من مايو 2018.